# Jagdstaffel 13

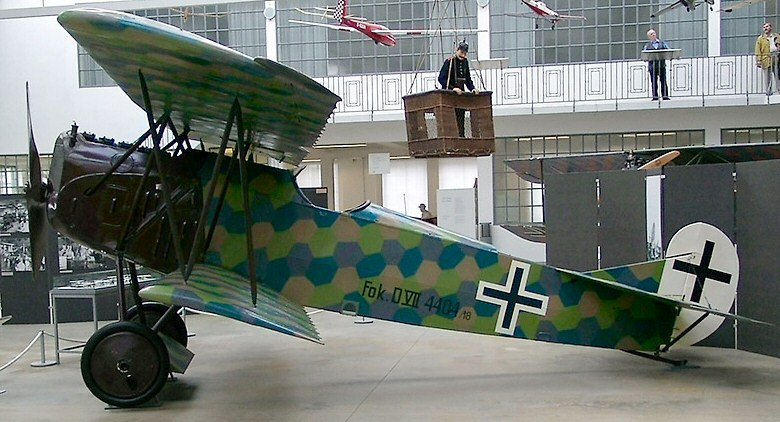
Fokker D.VII – podstawowy samolot Jasta 13 w pierwszym okresie jej istnienia.

Jagdstaffel 13 – Königlich Preußische Jagdstaffel Nr. 13 – Jasta 13 jednostka lotnictwa niemieckiego Luftstreitkräfte z okresu I wojny światowej.

## Informacje ogólne
Jednostka została utworzona w Mars-la-Tour w okupowanej Lotaryngii w końcu września 1916 roku w pierwszym etapie reorganizacji lotnictwa na bazie wcześniej istniejących jednostek Eindecker-Staffel I i Eindecker-Staffel II. Organizację eskadry powierzono porucznikowi Erhardowi Egerer. Pierwsze zwycięstwo piloci eskadry odnieśli 22 stycznia 1917 roku.
2 lutego 1918 roku Jasta 13 wraz z 3 innymi jednostkami (Jasta 12, Jasta 15 i Jasta 19) weszła w skład utworzonego dywizjonu Jagdgeschwader 2 (1917–1918). Eskadra walczyła przede wszystkim na samolotach Fokker D.VII, Fokker Dr.I.
Jasta 13 w całym okresie wojny odniosła 109 zwycięstw nad samolotami. W okresie od września 1916 do listopada 1918 roku jej straty wynosiły 12 zabitych w walce, 1 zabitych w wypadkach lotniczych, 2 rannych oraz 2 w niewoli.
Łącznie przez jej personel przeszło 9 asów myśliwskich:
Franz Büchner (39), Albert Haussmann (9), Werner Niethammer (6), Wolfgang Güttler (4), Robert Hildebrandt (4), Hans Martin Pippart (4), Wilhelm Schwartz (4), Eduard Ritter von Dostler (1), Reinhold Jörke (1)

## Dowódcy Eskadry
| Stopień   | Nazwisko                  | Okres                   |
| --------- | ------------------------- | ----------------------- |
| Porucznik | Erhard Egerer             | 28.09.1916 – xx.xx.xxxx |
| Porucznik | Eduard Ritter von Dostler |                         |
| Porucznik | Wolfgang Güttler          | 29.10.1917 – 20.02.1918 |
| Porucznik | Alex Thomas               | 21.02.1918 – 01.05.1918 |
| Porucznik | Wilhelm Schwartz          | 01.05.1918 – 15.06.1918 |
| Porucznik | Franz Büchner             | 15.06.1918 – 11.11.1918 |